# Cay Lembcke
Cay Lembcke (Copenhaguen, 15 de desembre de 1885 – Gentofte, 31 de gener de 1965) va ser un dels cofundador de l'organització escolta danesa, Danske Spejderkorps, el 1910 i del Partit Nacional Socialista dels Treballadors de Dinamarca (DNSAP) el 1930. Va ser capità del regiment Guàrdia Hússar danesa fins a la seva dimissió el 1923, després d'un desacord públic amb el govern sobre les retallades pressupostàries en la defensa danesa.
Va escriure una adaptació danesa de l'Scouting for Boys de Robert Baden-Powell el desembre de 1910, titulada "Patrouilleøvelser for Drenge" (exercicis de patrulla per a nois). I va deixar el moviment escolta danès el 1923, després de molts anys de desacord a causa de les seva orientació feixista.
Després de l'èxit del Partit Nacional Socialista dels Treballadors Alemanys a les eleccions federals alemanyes de 1930, Lembcke va ser el cofundador del Partit Nacional Socialista dels Treballadors de Dinamarca (DNSAP) i el primer líder del partit. Després d'un resultat decebedor a les eleccions legislatives daneses de 1932, Lembcke va ser substituït com a líder del partit per Frits Clausen el juliol de 1933.